# Улица Зиёлилар
Улица Зиёлила́р (узб. Ziyolilar ko‘chasi, Зиёлилар кўчаси — улица Интеллигенции) — одна из центральных улиц Мирзо-Улугбекского тумана города Ташкента. Связывает Малую Кольцевую дорогу с улицей Дурмон Йули.
Ранее носила названия улица Волода́рского (узб. Володарский кўчаси), улица Полко́вника Асо́ма Мухидди́нова (узб. Polkovnik Asom Muhiddinov ko‘chasi, Полковник Асом Муҳиддинов кўчаси), улица Аллома́ (узб. Alloma ko‘chasi, Аллома кўчаси — улица Учёных).
На улице Зиёлилар располагается ряд научных учреждений.

## Общее описание
Современная длина улицы составляет 2,2 км. Современная ширина проезжих частей — по 12,5 м, боковых пешеходных дорожек — 3,5 м.

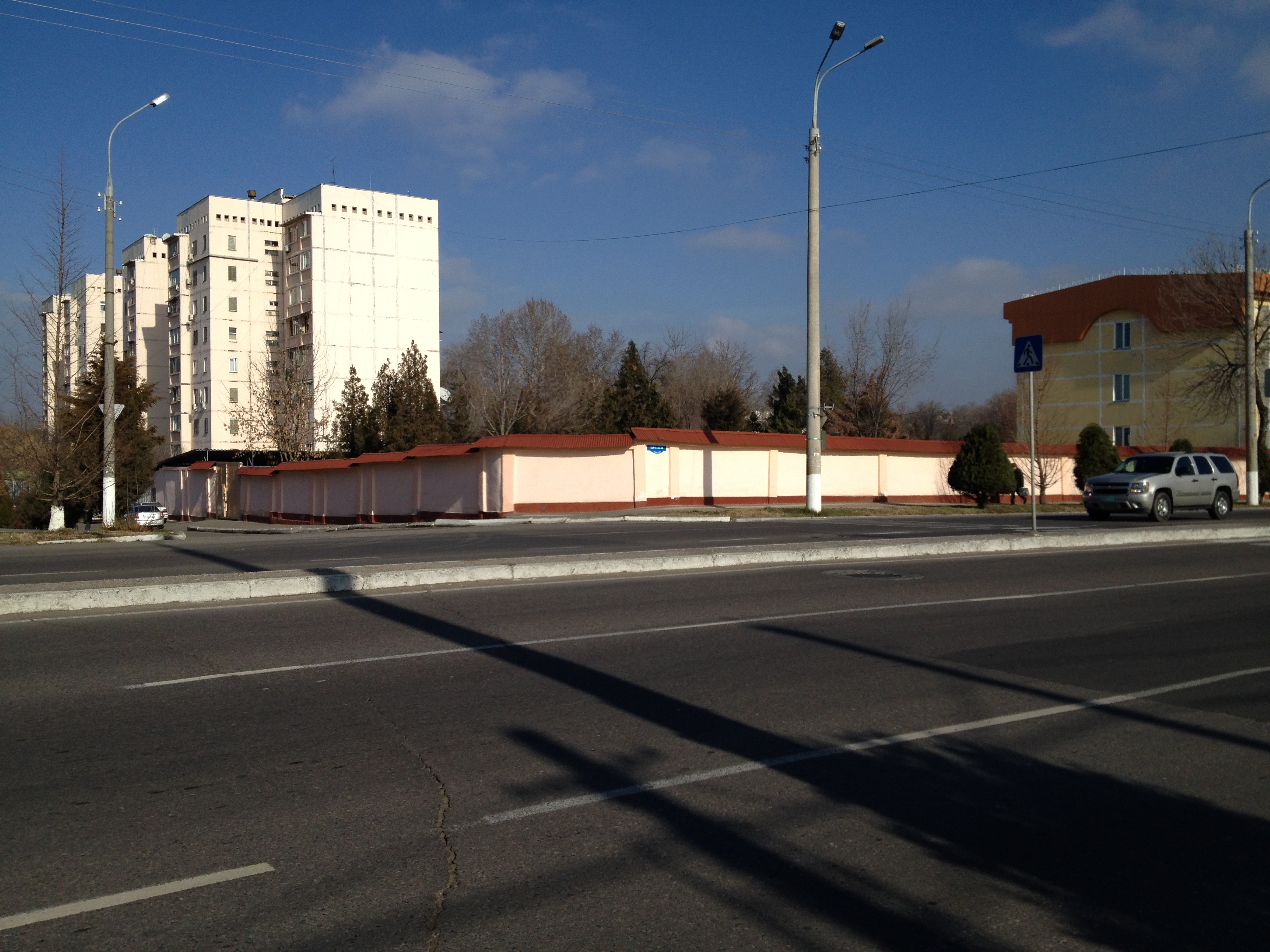
Девятиэтажное жилое здание
у перекрёстка с проездом Каландар

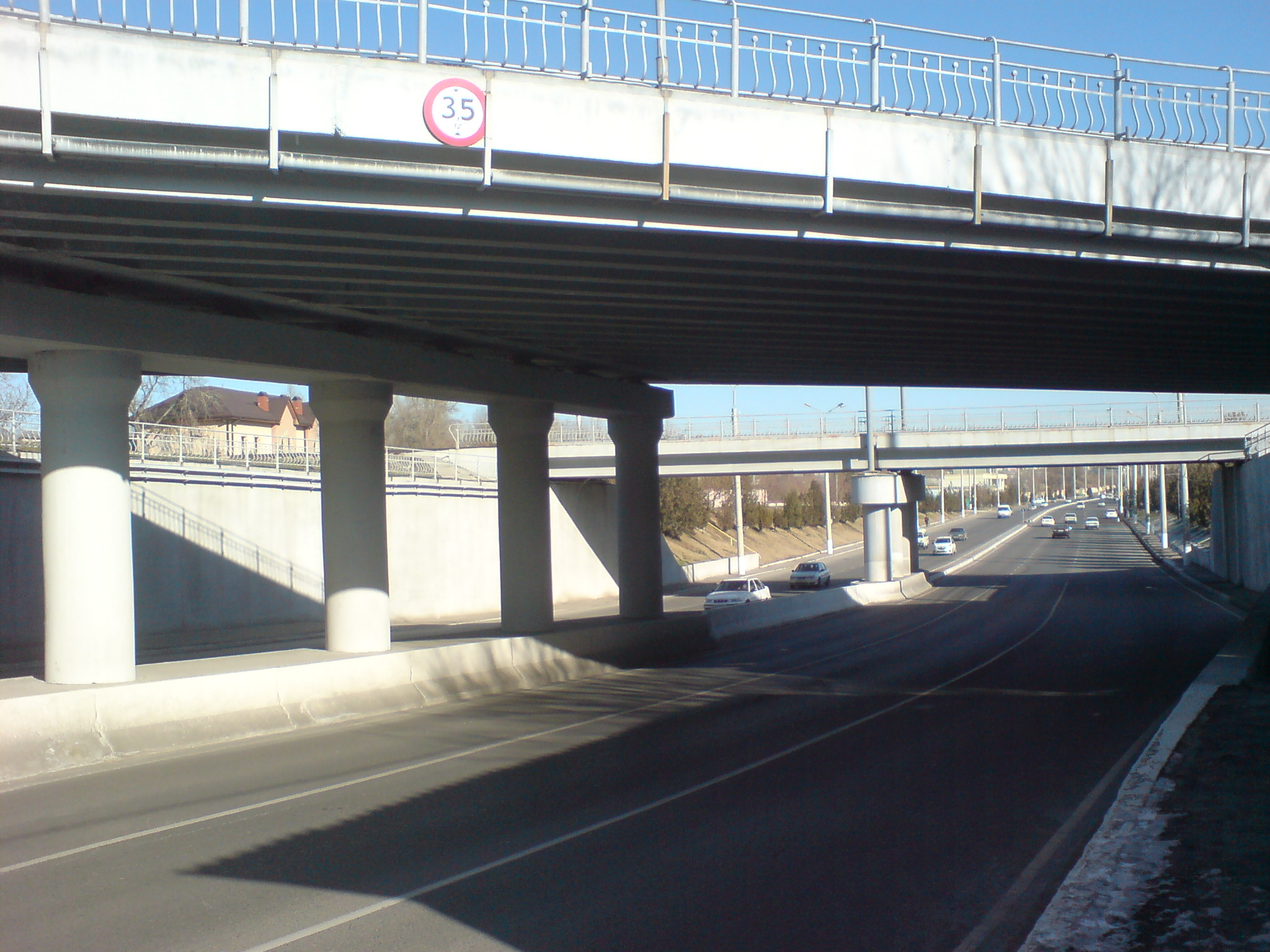
Западная оконечность улицы, мосты на пересечении с Малой Кольцевой дорогой
(на переднем плане) и железнодорожной линией Ташкент — Москва (на заднем плане)

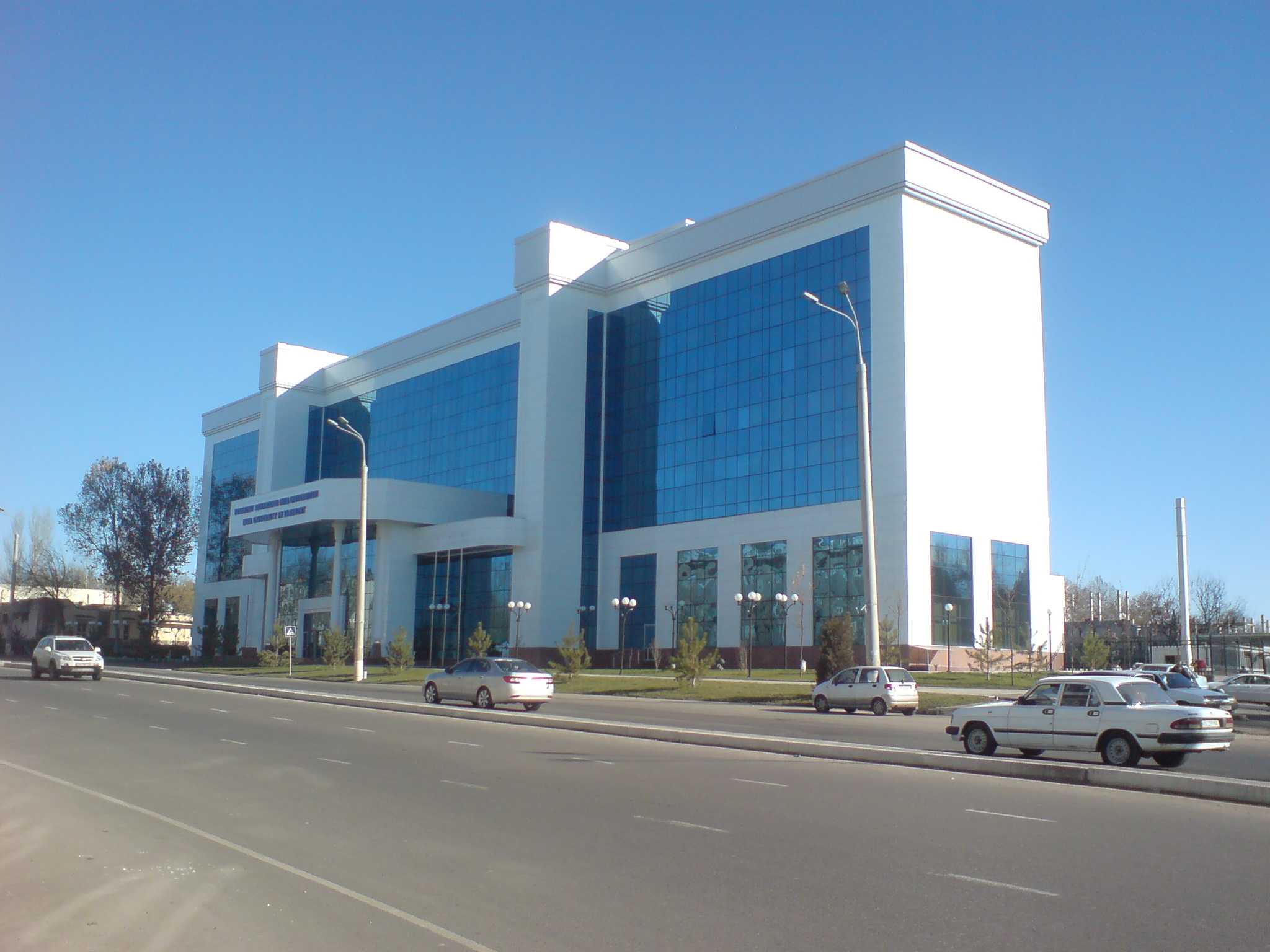
Здание филиала Университета Инха

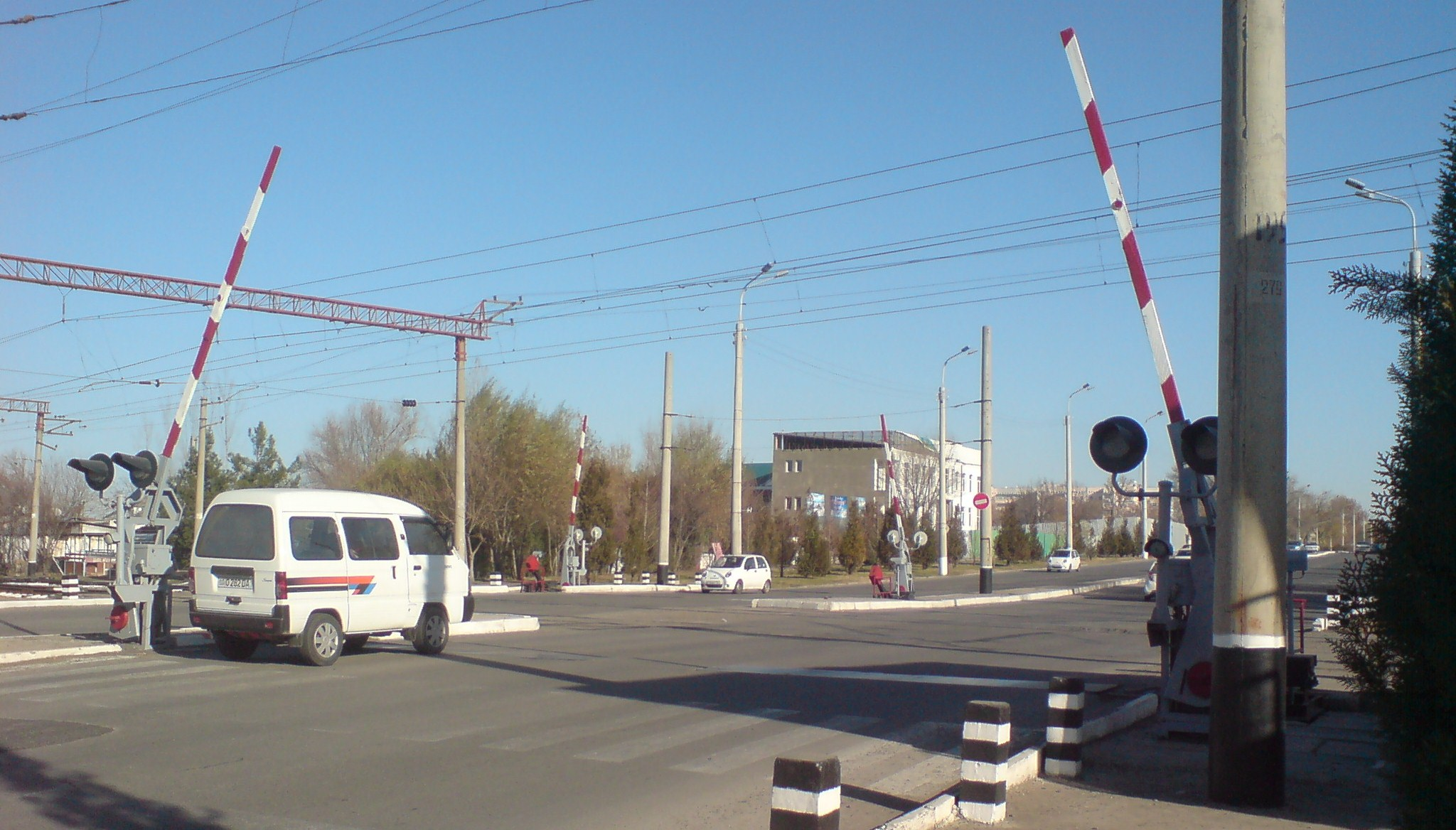
Переезд со шлагбаумом на пересечении с железнодорожной линией
Ташкент — Чинаркент

## Расположение
Улица проходит приблизительно в западно-восточном направлении от Малой Кольцевой дороги до улицы Дурмон Йули (за перекрёстком с улицей Дурмон Йули в том же направлении продолжается улица Муминова). На большей части пути имеет небольшой уклон к северу, незадолго до пересечения с улицей Дурмон Йули поворачивает на северо-восток. Образует перекрёстки с улицей Исмаилата, улицей Сайрам, проездом Каландар, улицей Каландар. Пересекает железнодорожные линии Ташкент — Москва (для которой возведён мост) и Ташкент — Чинаркент, а также канал Салар. У восточной оконечности улицы с ней соприкасается территория сквера Мирзо Улугбека.

## История
Улица возникла в 1955 году. До реконструкции доходила на западе до железной дороги Ташкент — Чинаркент (в районе остановочного пункта Шахриабад).
25 декабря 1992 года (решение № 169) была переименована в улицу Полковника Асома Мухиддинова (ранее носила название улица Володарского) в честь первого в Узбекистане военного врача.
В 2007 году улица подверглась масштабной реконструкции. Была увеличена длина за счёт соединения с Малой Кольцевой дорогой и расширена её проезжая часть, на всём протяжении созданы пешеходные дорожки. Близ Малой Кольцевой дороги был возведён мост-путепровод длиной 16,5 м для проведения железнодорожной линии Ташкент — Москва над продлённой улицей. Затем выполнялись работы по благоустройству и озеленению прилегающей территории.
Решением № 595 от 2 августа 2007 года было присвоено название улица Аллома («улица Учёных»), однако уже 21 сентября 2007 года, согласно решению № 820, оно было изменено на современное — улица Зиёлилар («улица Интеллигенции»). Обоснованием для обоих переименований являлось значительное количество научно-исследовательских учреждений, расположенных по улице.
В мае 2025 года улица была реконструирована, в результате этого улица стала шире.

## Застройка
Улица застроена как индивидуальными одноэтажными, так и многоэтажными домами, имеются также участки нежилой застройки.
На улице Зиёлилар расположены институты Академии наук Республики Узбекистан: здания Института истории, Института языков и литературы, Института философии и права, Института востоковедения. В 2014 году здания Института истории и Института языков и литературы были переданы созданному в Ташкенте филиалу Университета Инха (Республика Корея) в Ташкенте. Кроме того, по улице располагаются Центральный военный госпиталь, Картографическая фабрика, Детская больница № 5, Ташкентский городской суд по гражданским делам, организации, промышленные предприятия, заведения общественного питания. В ряде зданий действуют торговые точки.

## Общественный транспорт
По состоянию на 2013 год, по улице Зиёлилар на всём её протяжении пролегал маршрут автобуса № 50. По участкам улицы проходило движение маршрутных такси № 57 и № 181.